# Гальперин, Ассир Маркович
Ассир Маркович Гальперин (22 августа [3 сентября] 1898, Николаев, Николаевское военное губернаторство — 5 июля 1974, Тбилиси) — советский футболист еврейского происхождения, тренер, функционер. Заслуженный мастер спорта СССР (1943).

## Биография
Как футболист играл центрального нападающего тренер. Начал играть в 1913 в Николаеве в клубной команде «Спортинг».
Выступал за Спортинг (Николаев) — 1914-20, Унион (Николаев) — 1921-25 (по июнь), «Динамо» (Тифлис) — 1925 (с июля)-28.
Неоднократный чемпион Николаева, чемпион Тифлиса 1926, 1927, 1928.
В сборной Николаева и Одесской губернии — 1914—1925, Тифлиса — 1925—1928.
Гл. тренер ОДКА — 1940 (с августа)-41 (по апрель), «Динамо» (Тбилиси) — 1942—1945 (по июль), «Локомотив» (Тбилиси) — 1949.
Старший тренер 35-й футбольной школы Минпроса — 1946, старший тренер (1957—1958) и начальник ФШМ — 1959—1960, тренер школы «Динамо» (все — Тбилиси) — 1927—1935, 1950—1953 (по июнь).
Преподаватель НИИФКа (Тбилиси) — 1936—1940 (по июль), 1953 (с июля) — 1956, тренер секции футбола Грузии — 1947—1948.
Был секретарем футбольной лиги в Николаеве (1918—1922), председателем «Униона» (1923—1925).
Один из организаторов Динамо (Тифлис). Организатор при «Динамо» (Тф) первой в стране юношеской команды в 1927, основатель при НИИФКе в 1936 юношеской футбольной школы «Молот», команда которой в 1938 выиграла Кубок СССР для школьников. Зам. председателя учебно-методического совета Федерации ф-ла Грузии — 1961—1971.
Автор книги «Обучение юных футболистов тактике» (М., 1958).